# Emilio José López Gallego
Emilio José López Gallego (Medina del Campo, 11 de març de 1978) és un futbolista castellanolleonès, que ocupa la posició de davanter.

## Trajectòria
Sorgeix del planter del Reial Valladolid, amb qui disputa 14 partits de Lliga a la campanya 98/99 de primera divisió. L'any següent és fitxat per l'Atlètic de Madrid, que l'incorpora al seu filial, de la categoria d'argent.
Sense massa minuts ni al filial ni al primer equip matalasser, recala en equips més modestos com l'Algeciras, el CD Toledo o el Torredonjimeno. Entre 2003 i 2005 milita al Palencia. Posteriorment, ha recalat en equips com el Zamora CF, Marbella, Atlético Tordesillas i GCE Villaralbo.